# Мікеліс Рубеніс
Мікеліс Рубеніс (латис. Miķelis Rubenis; нар. 19 березня 1933, Даугавпілс — 15 травня 2023) — латвійський футбольний суддя і письменник спорту.

## Життєпис
Грав у юнацькій команді клубу «Динамо» (Рига). Суддя всесоюзної категорії, представляв Ригу. У вищій лізі СРСР провів 69 ігор (1963–1965, 1973–1977). У списку 10 найкращих суддів Радянського Союзу двічі: 1964 і 1975. Голова колегії суддів Латвії з 1992 року.
З 1954 по 1955 рік навчався в учительському інституті в Цесісі, з 1956 по 1965 рік працював у газеті "Спорт", потім був спортивним методистом в ЕРА (до 1972 року), наступні п'ять років працював інструктором у спортивному товаристві "Даугава", працював у спортивному товаристві "Варпа" (1977-1991), а також у Латвійській футбольній федерації (1991-2006).
Головний арбітр додаткового («золотого») матчу за титул чемпіона СРСР 1964: «Динамо» (Тбілісі) — «Торпедо» (Москва) — 4:1.
З 1981 по 1991 рік був інспектором Федерації футболу СРСР. Приблизно з 1973 по 2001 рік очолював Латвійську колегію арбітрів.
Написав понад десять книг про футбол, в тому числі кілька навчальних посібників для футбольних арбітрів. У 1977 році став почесним арбітром Латвійської РСР.
У грудні 2014 року отримав латвійську спортивну нагороду "Людина року" за життєвий внесок.
Автор книг: «Sešas sezonas» (Шість сезонів, 1975), «Parīzes futbola noslēpumi» (Паризькі футбольні таємниці, 1998), «Latvijas futbola vēsture» (Історія латвійського футболу, 2000), «Latvijas futbola ceļš uz Portugāli» (2004), «Futbola tiesneša rokasgrāmata» (Довідник футбольного судді, 2006). Переклав латиською мовою автобіографію П'єрлуїджі Колліни: «Mani spēles noteikumi» (Мої правила гри, 2006).